# 塔爾塔斯河
塔爾塔斯河是俄羅斯的河流，屬於鄂木河的右支流，由新西伯利亞州負責管轄，河道全長566公里，流域面積16,200平方公里，發源自瓦休甘沼澤，河水主要來自融雪，每年十二月至翌年三月結冰。